# 宇宙機器人
《宇宙機器人》是一款由Team ASOBI制作，并由索尼互動娛樂（SIE）发行的PlayStation 5獨佔平台游戏，發售于2024年9月6日，是2020年随PS5一同免费推出的《宇宙機器人遊戲間》的续作，亦是宇宙机器人系列和Team ASOBI的第四作，也是PlayStation30周年纪念作，同前作一样旨在展示DualSense手柄的机能。本作剧情内容主要讲述的是在主角“Astro”与其同伴们搭乘着的PS5造型母舰因遭外星人袭击而被损坏后，Astro在整个银河系各个星球上寻回散落的飞船零件与机器人同伴的故事，游戏本体包含有80多个关卡，分别被划分为6个“星系”，SIE称这部游戏的规模是其前作的四倍，游戏中共有301个需要被拯救的机器人，其中有超过150个取材自过往PlayStation游戏当中的角色，如和，其一般游戏时长约为十二至十五个小时。

## 游戏内容
《宇宙机器人》是一款3D平台游戏，玩家需要操控主角“Astro”在各个关卡中寻回机器人同伴与被外星人破坏的PS5母舰的零件，Astro拥有的基本能力与前作相同，包括跳跃、悬停、拳击和旋转攻击，而Astro在水下游泳的能力也在本作中回归，这一能力曾有出现在在宇宙机器人系列游戏的第二作《搜救行动》中出现，但在前作中被剔除，此外，Astro还会在一些关卡当中获得临时性的特殊能力。

## 遊戲開發
本作是由Team ASOBI（索尼互動娛樂日本工作室），繼推出《宇宙機器人遊戲間》不久後開始開發。

## 反响
| 汇总媒体             | 得分   |
| -------------------- | ------ |
| Metacritic           | 94/100 |
| OpenCritic（推荐率） | 99%    |

| 媒体        | 得分  |
| ----------- | ----- |
| Destructoid | 9/10  |
| Edge        | 10/10 |
| Eurogamer   | 5/5   |
| GamesRadar+ | 5/5   |
| GameSpot    | 9/10  |
| IGN         | 9/10  |
| Push Square | 10/10 |
| 衛報        | 5/5   |
| VG247       | 5/5   |

### 评价
根据评论聚合网站Metacritic的汇总，《宇宙机器人》获得了“普遍好评（94%）”，在OpenCritic获得了99%的推荐度，是2024年度得分最高的新游戏。游戏常被与任天堂的超级马力欧系列相比较。星之卡比系列和任天堂明星大乱斗系列的制作人樱井政博在Twitter上称赞了该游戏。IGN则在评测中表示宇宙机器人“将DualSence手柄的各种功能与游戏内容完美融合在一起”，但也批评称该游戏内容偏少，重复体验价值低。《宇宙机器人》也在此后夺得许多游戏奖项，其中还包括有被视为电子游戏产业中最为重要的荣誉之一的游戏大奖年度最佳游戏，但在其是否值得获颁该奖项的问题上也产生了许多争议。
游戏中有很多其他游戏的客串角色。游戏发售后，一些媒体注意到游戏中缺乏最終幻想系列的招牌角色。游戏总监杜塞（Doucet）在接受Game File的采访时表示，工作室曾希望加入像克劳德这样的角色但没有成功，“我们尊重每个发行商的选择。”

### 销量
2024年11月8日，索尼宣布至2024年11月3日，游戏销量已达到150万份。

### 获得奖项与提名
| 年份 | 奖项       | 类别                 | 结果 | 来源   |
| ---- | ---------- | -------------------- | ---- | ------ |
| 2024 | 金摇杆奖   | 最佳视觉设计         | 提名 | [ 34 ] |
| 2024 | 金摇杆奖   | 最佳音效             | 獲獎 | [ 34 ] |
| 2024 | 金摇杆奖   | 最佳原声带           | 提名 | [ 34 ] |
| 2024 | 金摇杆奖   | 最佳开发商           | 獲獎 | [ 34 ] |
| 2024 | 金摇杆奖   | 年度主机游戏         | 提名 | [ 34 ] |
| 2024 | 金摇杆奖   | 终极年度游戏         | 提名 | [ 34 ] |
| 2024 | 拉美游戏奖 | 年度游戏             | 提名 | [ 35 ] |
| 2024 | 拉美游戏奖 | 最佳PlayStation游戏  | 獲獎 | [ 35 ] |
| 2024 | 拉美游戏奖 | 最佳家庭游戏         | 獲獎 | [ 35 ] |
| 2024 | 拉美游戏奖 | 最佳平台游戏         | 獲獎 | [ 35 ] |
| 2024 | 拉美游戏奖 | 最佳美术设计         | 提名 | [ 35 ] |
| 2024 | 拉美游戏奖 | 最佳音效设计         | 提名 | [ 35 ] |
| 2024 | 游戏大奖   | 年度最佳游戏（GOTY） | 獲獎 | [ 36 ] |
| 2024 | 游戏大奖   | 最佳游戏指导         | 獲獎 | [ 36 ] |
| 2024 | 游戏大奖   | 最佳美术设计         | 提名 | [ 36 ] |
| 2024 | 游戏大奖   | 最佳原声/音乐配乐    | 提名 | [ 36 ] |
| 2024 | 游戏大奖   | 最佳音效/声效设计    | 提名 | [ 36 ] |
| 2024 | 游戏大奖   | 最佳动作/冒险游戏    | 獲獎 | [ 36 ] |
| 2024 | 游戏大奖   | 最佳家庭游戏         | 獲獎 | [ 36 ] |
| 2024 | 钛奖       | 年度最佳游戏         | 獲獎 | [ 37 ] |
| 2024 | 钛奖       | 最佳游戏设计         | 提名 | [ 37 ] |
| 2024 | 钛奖       | 最佳美术设计         | 提名 | [ 37 ] |
| 2024 | 钛奖       | 最佳声音设计         | 提名 | [ 37 ] |

## 外部連結
- 官方网站